# داروين بورتر
داروين بورتر (بالإنجليزية: Darwin Porter)‏ هو صحفي أمريكي، ولد في 13 سبتمبر 1937.